# Dirck de Horn

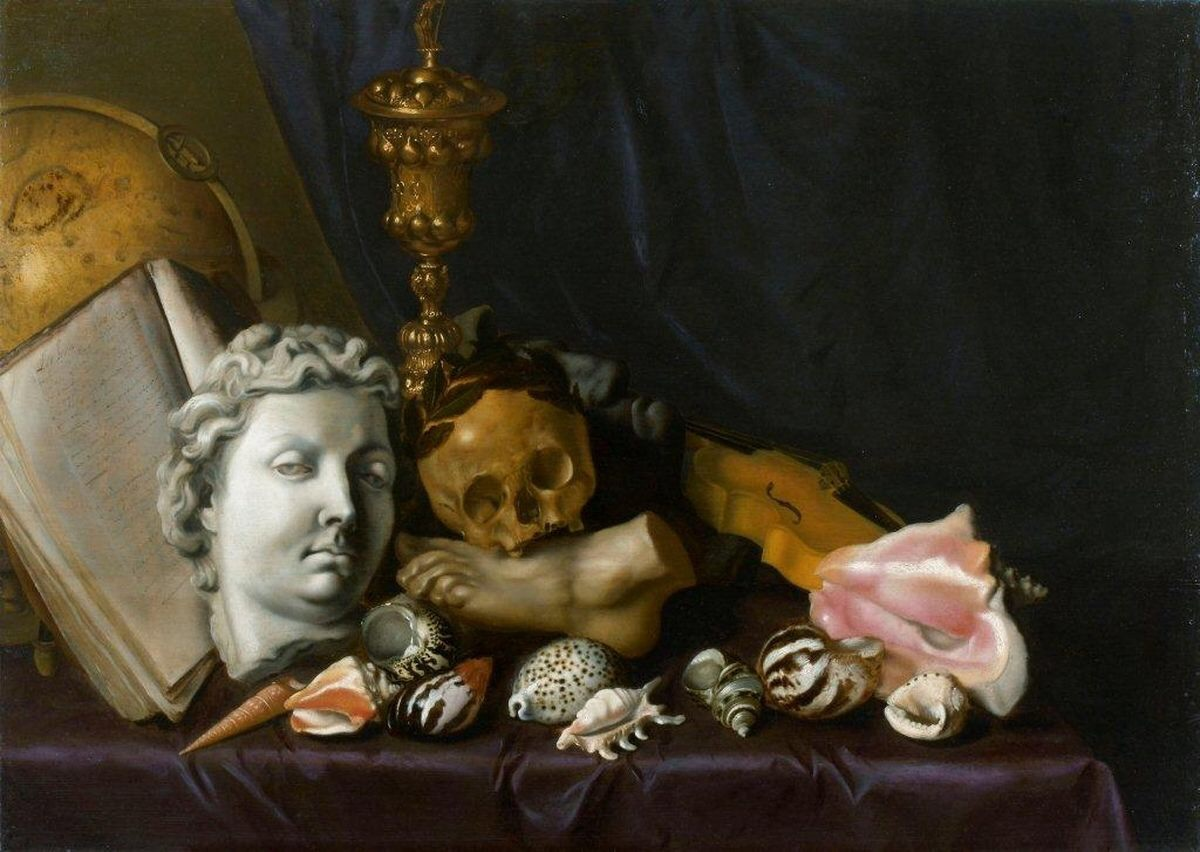
Vanitasstilleven, in 2010 door het Fries Museum aangekocht met steun van de Vereniging Rembrandt.

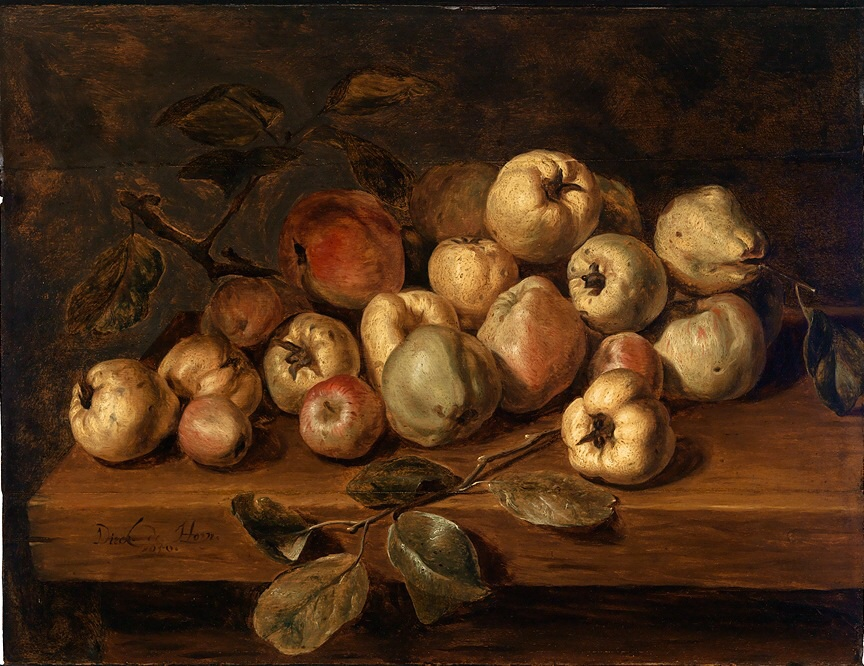
Stilleven met appels

Dirck de Horn (Leeuwarden, 22 oktober, 1626 - waarschijnlijk aldaar, 1683-1686) was een Nederlands (Fries) kunstschilder. Hij maakte vooral stillevens.

## Leven en werk
De Horn werd geboren in een Friese schildersfamilie. Hij leerde het vak van zijn vader Uldrick Dircks, net als zijn broers, Artus en Pieter. Er wordt wel aangenomen dat hij ook in Leiden studeerde, mede op grond van een vermeende invloed van de Leidse schilder David Bailly. Het nagelaten oeuvre van De Horn is klein en deels slechts bekend uit archivalia. Hij schilderde vooral stillevens met gevogelte, wild, groente en fruit. Een vijftal van zijn werken zijn in bezit van het Fries Museum, waaronder een Vanitasstilleven dat in 2010 verworven werd met steun van de Vereniging Rembrandt. Verder bevinden zich van zijn hand maar weinig schilderijen in openbare collecties. Ook worden ze zelden aangeboden op veilingen.
De Horn was behalve kunstschilder ook wijntapper. Daarnaast bekleedde hij diverse publieke functies en nam hij deel aan de Statenvergadering van Holland en West-Friesland. Ook was hij enige jaren hopman van de Leeuwarder burgerwacht.